# Баран Степан Іванович
Степа́н Іванович Бара́н  (1879, с. Крукеничі, Мостиський повіт, Королівство Галичини і Володимирії, Австро-Угорщина — 4 червня 1953, Мюнхен, Баварія, ФРН) — український (галицький) адвокат, журналіст, політичний і громадський діяч, публіцист, дійсний член НТШ, доктор права (1909). Член УНДО з 1925.

## Життєпис
1913—1919 — член Української Національно-Демократичної Партії, входив до складу Народного Комітету цієї партії і був у 1914—1918 головним редактором тижневика УНДП «Свобода».
1918—1919 — член Національної Ради ЗУНР і державний секретар земельних справ у першому уряді ЗУНР.
1922—1939 — мешкав у Тернополі. Очолював філію «Просвіти» (1922—1924), видавав газету «Подільський голос» (1928—1930).
1928—1939 — депутат сейму Польщі, де зискав собі ім'я як фахівець аграрних, освітніх і церковних справ.
Під час Другої світової війни перебував у Холмі (нині Польща), де видавав тижневик «Холмська Земля».
Від 1944 — в Німеччині. 1951—1953 — голова уряду УНР в екзилі.
Був співробітником львівського часопису «Діло» і часопису «Краківські вісті». У Німеччині в 1946 був першим головою Спілки українських журналістів на еміграції, дописував до «Свободи» у США.

## Особисте життя
У 1918 році одружився з Блянкою Гаврисевич.

## Творчість
- «З поля національної статистики галицьких середнїх шкіл» (1910),
- «Статистика середнього шкільництва у Східній Галичині в 1848-98» (1910),
- «Новий краєвий статут і нова виборча ординация соймова» (1914),
- «Історія української адвокатури» (1934),
- «По неволі - відродження: Українська Православна Церква Холмщини і Підляшшя на новій дорозі» (1940),
- «Земельна справа в Галичині» (1947),
- «Митрополит Андрій Шептицький» (1948) та ін.[1]